# Marco Misciagna
Marco Misciagna, född 5 februari 1984 i Italien, är en violinist, violast och pedagog.
Han är hedersprofessor vid Sergej Rachmaninov National Conservatory of Tambov, vid Far Eastern State Academy of Vladivostok (Ryssland), vid Institut Supérieur de Musique de Sousse (University of Sousse, Tunisien), vid Esteban Salas Conservatory of Santiago de Cuba, Pettman National Junior Academy of Music (Auckland, Nya Zeeland) och hedersprofessor vid Yerevan Komitas State Conservatory (Armenien).
2018 fick han en guldmedalj av Ukrainas vice premiärminister för firandet av 150-årsjubileet av Kievs operahus. Dessutom vann han två guldmedaljer vid Global Music Awards i Kalifornien.